# Cheilosia pilipes
Cheilosia pilipes är en tvåvingeart som först beskrevs av Jacques-Marie-Frangile Bigot 1884.  Cheilosia pilipes ingår i släktet örtblomflugor, och familjen blomflugor. Inga underarter finns listade i Catalogue of Life.